# Francesco Albergotti
Francesco Albergotti, né à Arezzo le 6 juin 1304 et mort à Florence le 3 décembre 1376, est un jurisconsulte italien.

## Biographie
Fils d'Alberico da Rosciate de Bergame, un des hommes les plus savants de son temps, Albergotti naquit à Arezzo, près de Florence, le 6 juin 1304. Son père l'envoya étudier sous  Balde de Ubaldis ; dirigé par un tel maître, Francesco Albergotti fit de rapides progrès dans les sciences, principalement dans la philosophie et la jurisprudence. Sous le nom de philosophie, on comprenait alors la connaissance de l'histoire et celle des belles-lettres. Albergotti exerça d'abord la profession d'avocat à Arezzo, et se rendit à Florence en 1349 : sa grande érudition, ses talents et son intégrité lui acquirent le titre de  doctor solidæ veritatis (docteur de la vérité solide). La république de Florence lui confia ses intérêts dans des négociations importantes, notamment avec les Bolonais, en 1338, et elle eut toujours lieu de s'en louer ; pour récompense de ses services, il fut anobli. Il mourut à Florence, le 3 décembre 1376.

## Œuvres
Les ouvrages qui nous restent de lui sont des commentaires sur le Digeste, sur quelques livres du Code de Justinien, et des Consultations, dont Bartole fait éloge.